# ولویکو اوسکوکوویچ
ولویکو اوسکوکوویچ (سیریلیک صربی: Вељко Ускоковић؛ زادهٔ ۲۹ مارس ۱۹۷۱) بازیکن واترپلو اهل مونته‌نگرو است.